# Опера (муніципалітет)
Опера (італ. Opera) — муніципалітет в Італії, у регіоні Ломбардія,  метрополійне місто Мілан.
Опера розташована на відстані близько 470 км на північний захід від Рима, 10 км на південь від Мілана.
Населення — 13 772 особи (2014).
Щорічний фестиваль відбувається 29 червня. Покровитель — святий Петро.

## Демографія
Населення за роками:

Станом на 1 січня 2023 року в муніципалітеті офіційно проживали 1162 іноземці з 69 країн, серед них 210 громадян країн Євросоюзу та 31 громадянин України.

## Сусідні муніципалітети
- Локате-ді-Трьюльці
- Мілан
- П'єве-Емануеле
- Роццано
- Сан-Донато-Міланезе